# Contee della Lituania

Contee della Lituania

Le contee (o distretti) della Lituania (in lituano: apskritys, singolare apskritis) hanno rappresentato la suddivisione territoriale di primo livello del Paese dal 1994 al 2010, quando hanno perso ogni rilevanza amministrativa per assumere un valore esclusivamente geografico e statistico. Pari a 10, comprendevano a loro volta più comuni.

## Lista
| Localizzazione | Stemma | Contea                | Capoluogo   | Popolazione (2011) | Superficie (km²) |
| -------------- | ------ | --------------------- | ----------- | ------------------ | ---------------- |
|                |        | Contea di Alytus      | Alytus      | 157 766            | 5 425            |
|                |        | Contea di Kaunas      | Kaunas      | 608 332            | 8 089            |
|                |        | Contea di Klaipėda    | Klaipėda    | 339 062            | 5 209            |
|                |        | Contea di Marijampolė | Marijampolė | 161 649            | 4 463            |
|                |        | Contea di Panevėžys   | Panevėžys   | 250 390            | 7 881            |
|                |        | Contea di Šiauliai    | Šiauliai    | 301 686            | 8 540            |
|                |        | Contea di Tauragė     | Tauragė     | 110 059            | 4 411            |
|                |        | Contea di Telšiai     | Telšiai     | 152 078            | 4 350            |
|                |        | Contea di Utena       | Utena       | 152 004            | 7 201            |
|                |        | Contea di Vilnius     | Vilnius     | 810 403            | 9 731            |